# I ditt ansikte
I ditt ansikte var ett svenskt reality-tv-program i sex avsnitt som hade premiär på Kanal 5 den 15 september 2008. Programmet följde ståuppkomikerna Magnus Betnér och Martin Soneby när de uppträdde inför publiker de inte var vana vid att uppträda inför. Publikerna valdes av producenten Bobbo Krull utifrån de grupper som Betnér har gjort sig känd för att skämta om, såsom kristna och Aftonbladet.

## Avsnitt
1. Metodistkyrkan St. Jacob i Göteborg
2. Svenska herrklubben Ärtans vänner i New York
3. Aftonbladets ledningsgrupp
4. Greenpeace
5. Moderata ungdomsförbundet
6. Moskén i Husby